# 전혜금
전혜금(全蕙金, 1920년대초~2017년)은 금난새의 어머니, 김말봉의 의붓딸이다. 동래여자고등학교를 졸업했다. 1943년 10월 27일 금수현과 결혼했다. 2017년 별세했다.